# 倒挂金钩
倒挂金钩（学名：Uncaria lancifolia）为茜草科钩藤属下的一个种。

## 扩展阅读
維基物種上的相關：倒挂金钩